# اگواداس، کالداس
اگواداس، کالداس (به اسپانیایی: Aguadas, Caldas) یک سکونتگاه مسکونی در کلمبیا است که در بخش کالداس واقع شده‌است.